# Suðurey
Suðurey es una isla volcánica actualmente deshabitada que pertenece a Islandia. Geográfricamente pertenece al archipiélago de las Islas Vestman en el océano Atlántico. Pertenece al municipio de las citadas islas en la circunscripción de Suðurkjördæmi de la región de Suðurland.